# Renato Cavalieri
Renato Cavalieri (Modena, 29 maggio 1927 – Modena, 21 luglio 2000) è stato un calciatore italiano, di ruolo centrocampista.

## Carriera
Giocò due stagioni in Serie A con il Modena.